# Spionageaktivitäten Deutschlands in Österreich
Die Spionageaktivitäten Deutschlands in Österreich sind eine politische Affaire zwischen Österreich und Deutschland. Es wurde bekannt, dass der deutsche Auslandsgeheimdienst Bundesnachrichtendienst (BND) in den 1990er- und 2000er-Jahren zahlreiche institutionelle, wirtschaftliche und private Stellen in Österreich ausspähte. Es bestehen Zusammenhänge mit der Zusammenarbeit des BND und der US-amerikanischen National Security Agency (NSA).

## Sachverhalt
Der Bundesnachrichtendienst nahm zumindest ab den 1990ern bis ins Jahr 2006 staatliche und in Wien ansässige internationale Organisationen, Firmen und Privatpersonen ins Visier. Dazu gehörten nach einer öffentlich gewordenen Liste die UNO, die Internationale Atomenergie-Organisation (IAEA) oder die Organisation für Sicherheit und Zusammenarbeit in Europa (OSZE) und diverse ausländische Botschaften ebenso wie österreichische Ministerien, Behörden und staatsnahe Organisationen wie die Nationalbank. Weitere Ziele waren islamische Einrichtungen, Terrorverdächtige und Waffenhändler. Daneben umfasste die Überwachung der elektronischen Kommunikation auch fast alle größeren Unternehmen des Landes, etwa Voestalpine oder die Raiffeisen-Bank.

## Aufklärung
Erste Verdachtsmomente über Spionageaktivitäten Deutschlands auch in Österreich hatte es bereits 2013 – nach den Snowden-Enthüllungen – gegeben, als in diesem NSA-Leak auch Informationen über die NSA-BND-Kooperation auftauchten. Primär ging es anfangs um Vermutungen zur gemeinsamen Überwachung des Internet-Hubs DE-CIX in Frankfurt, über den der Gutteil des Internetverkehrs aus Österreich läuft.
Es gab in Folge mehrere parlamentarische Anfragen zu dieser Thematik. Die österreichischerseits 2015 eingeleiteten Ermittlungen konnten mangels Kooperation der deutschen Behörden aber nicht abgeschlossen werden. Die schon 2014 vom BND-Leiter Schindler angekündigte „Transparenzoffensive“ hatte vorerst keine Wirkungen bezüglich der Vorfälle in Österreich gezeigt. Dabei wurde auch auf den Oktober 2013 von der deutschen Kanzlerin Merkel getätigten Ausspruch „Ausspionieren unter Freunden – das geht gar nicht“ (über die NSA-Aufklärung in Deutschland) Bezug genommen.
2018 tauchte eine bisher unbekannt gewesene Aufstellung von fast 2000 Selektoren, wie Telefonnummern, Faxanschlüssen, E-Mail-Adressen oder Namen, auf. Die Zeitschrift Profil und die Tageszeitung Der Standard veröffentlichten im Juni dieses Jahres einen Bericht über die neue Quelle. In einer gemeinsamen Presseerklärung verlangten daraufhin Bundespräsident Alexander Van der Bellen und Bundeskanzler Sebastian Kurz volle Aufklärung von Deutschland – eine für die österreichische Politik recht unübliche Vorgehensweise, sowohl was das gemeinsame Auftreten der Staatsspitze als auch was die Öffentlichmachung der zwischenstaatlichen Problematik betrifft. Österreich verlangt insbesondere auch die Offenlegung der gesammelten Daten und ihre allfällige Löschung. Die Ermittlungen seitens der Staatsanwaltschaft Wien wurden wiederaufgenommen.
Martin Nesirky, der Sprecher der Wiener UNO-City Vienna International Centre, einer der weltweiten Standorte der internationalen Organisationen verwies auf den „Respekt der ‚Unverletzlichkeit ihrer Räumlichkeiten‘“ und die völkerrechtlich garantierten Immunitäten der UNO.
Der Deutsche Bundestag äußerte nach Aussagen des deutschen Politikers Armin Schuster die Absicht, über das Parlamentarische Kontrollgremium der Geheimdienste zu prüfen, ob die aktuellen Vorwürfe neu sind oder ob sie Teil der schon 2015 behandelten Vorwürfe seien. Diesbezüglich verwies Kurz darauf, die Liste der konkret ausgespähten Quellen sei seinerzeit noch nicht bekannt gewesen. Seitens des BND kam keine Stellungnahme.
Im August 2019 wurde bekannt, dass die entsprechenden Ermittlungen der Staatsanwaltschaft Wien gegen den BND abgebrochen wurden.